# Медаль «У пам'ять 1 жовтня 1938 року»

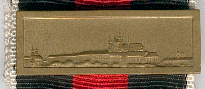
Медаль «В пам'ять 1 жовтня 1938» з планкою із зображенням Празького граду. Надавалася за участь у створенні Протекторату Богемії і Моравії

Медаль «У пам'ять 1 жовтня 1938 року» — медаль Третього Рейху на честь окупації Судетської області та створення протекторату Богемії та Моравії.

## Історія
Започаткована 18 жовтня 1938 року на честь успішного проведення окупації Судетської області.